# House of Balloons
House of Balloons è il primo mixtape del cantante canadese The Weeknd, pubblicato il 21 marzo 2011 dalla XO.

## Descrizione
Il disco si compone di nove brani tipicamente alternative R&B, con influenze che spaziano tra sonorità hip hop o dalla musica elettronica. Alla realizzazione del mixtape hanno partecipato svariati produttori canadesi come Doc McKinney, Zodiac e Illangelo.

## Promozione
House of Balloons è stato distribuito per il download gratuito attraverso il sito ufficiale dell'artista. Un anno più tardi, precisamente il 13 novembre 2012, il disco è stato ripubblicato in edizione rimasterizzata all'interno della raccolta Trilogy, che racchiude anche gli altri due mixtape pubblicati da The Weeknd nel 2011, Thursday e Echoes of Silence.
Il 17 marzo 2021 l'artista ha rivelato la ripubblicazione di House of Balloons in edizione originaria per il successivo 21 dello stesso mese al fine di celebrare i dieci anni dalla sua uscita. Reso disponibile per lo streaming, il disco è stato reso disponibile anche in edizione doppio vinile trasparente con una copertina ridisegnata da Daniel Arsham.

## Tracce
1. High for This – 4:09
2. What You Need – 3:26
3. House of Balloons/Glass Table Girls – 6:47
4. The Morning – 5:14
5. Wicked Games – 5:25
6. The Party & the After Party – 7:40
7. Coming Down – 4:55
8. Loft Music – 6:03
9. The Knowing – 5:57

Traccia bonus nella riedizione del 2015
1. Twenty Eight – 4:18

## Classifiche
| Classifica (2022-25) | Posizione massima |
| -------------------- | ----------------- |
| Belgio (Vallonia)    | 40                |
| Grecia               | 18                |
| Lituania             | 80                |
| Portogallo           | 139               |
| Stati Uniti          | 113               |